# Polycyrtus surinamensis
Polycyrtus surinamensis är en stekelart som beskrevs av Szepligeti 1916. Polycyrtus surinamensis ingår i släktet Polycyrtus och familjen brokparasitsteklar. Inga underarter finns listade i Catalogue of Life.